# Antonio Curò
Antonio Curò (Bergamo, 21 giugno 1828 – Bergamo, 10 maggio 1906) è stato un ingegnere, alpinista ed entomologo italiano.

## Biografia
Nato da famiglia di origine svizzera proveniente da Celerina, località dell'alta Engadina, inizia gli studi in Svizzera francese e si sposta in seguito a Parigi, dove si laurea in ingegneria.
Patriota Italiano nel 1848, cacciatore delle alpi al seguito di Garibaldi durante la Seconda guerra d'indipendenza italiana.

## Entomologo
Attivo entomologo, in 40 anni di attività si occupò principalmente di Lepidotteri: colleziona 12.000 esemplari appartenenti a 57 famiglie di 4.827 specie, provenienti da ogni parte del mondo. La sua collezione è attualmente conservata presso il museo civico di scienze naturali Enrico Caffi di Bergamo, assieme ad altri esemplari collezionati da Renato Perlini, da lui introdotto alle scienze naturali.

## Alpinista
Appassionato naturalista e amante della montagna, la sua impresa alpinistica più rilevante è stata la prima ascensione della Presolana, la cui vetta più elevata fu raggiunta per la prima volta il 4 ottobre 1870 con il cugino Federico Frizzoni e il tagliapietre Carlo Medici, che in seguito diverrà guida alpina. Questa salita verrà da lui descritta in una dettagliata relazione di 11 pagine. Ritornerà in seguito diverse volte sulla montagna, cercando altre vie di salita.

Negli anni seguenti tra le altre realizzazioni effettua salite nel gruppo del Bernina, al Piz Corvatsch, Pizzo delle Tre Mogge e Pizzo Zupò,  effettuate con le guide engadinesi N. Mueller, Peter Jenny e Hans Grass.
Il 14 aprile 1873 fonda la Sezione di Bergamo del Club Alpino Italiano assieme a Matteo Rota e altri 28 soci fondatori. Dal 1870 al 1900 lui e altri alpinisti del C.A.I. di Bergamo, da lui presieduto, salgono sulla maggior parte delle vette orobiche. Tra gli altri alpinisti si ricordano le guide Antonio Baroni, Carlo Medici, Ilario Zamboni e Isaia Bonetti.

Nello stesso periodo, assieme agli altri pionieri del C.A.I. di Bergamo, edificò tre rifugi alpini: 
- la Cà Brunona, attualmente Rifugio Baroni al Brunone, inaugurato nel 1879, posto lungo la risalita verso il Pizzo Redorta, 
- il rifugio Curò al Barbellino, attualmente Rifugio Antonio Curò, inaugurato nel 1886 e a lui dedicato, posto lungo le risalite verso il Pizzo del Diavolo della Malgina, le Cime di Caronella, il Monte Torena, il Pizzo Strinato. Il Monte Gleno, il Pizzo Recastello, il Pizzo dei Tre Confini e il Pizzo Coca, 
- il Rifugio Laghi Gemelli, inaugurato nel 1900, posto lungo le risalite per il Pizzo del Becco, il Pizzo Farno, il Monte Corte e il Pizzo dell'Orto.
Muore a Bergamo il 10 maggio del 1906 all'età di 78 anni.

## Riconoscimenti
- Porta il suo nome il Rifugio Antonio Curò nel comune di Valbondione;
- gli è dedicato il Sentiero Naturalistico Antonio Curò;
- il Museo Civico di Scienze Naturali di Bergamo ha istituito nel 1999 il premio Lepidotterologico "Antonio Curò"[6]

## Opere
- Antonio Curò, Elenco dei Lepidotteri raccolti nei dintorni della IV Cantoniera dello Stelvio, in Bollettino della Società entomologica italiana, vol. 5, Firenze, Tipografia Cenniniana, 1873,  pp. 267-270.
- Antonio Curò, Escursioni nelle Alpi del Bernina, in Bollettino del Club Alpino Italiano, vol. 8, n. 22, Torino, Candeletti, 1874,  pp. 99-114.
- Antonio Curò, Saggio di un catalogo dei lepidotteri d'Italia, compilato dall'ingegnere Antonio Curò, Firenze, Tipografia Cenniniana, 1875 - 1889.
- Antonio Curò, Guida-itinerario alle Prealpi bergamasche, con prefazione di Antonio Stoppani, Milano, Hoepli (riproduzione facsimilare a cura del Club alpino italiano, Sezione di Bergamo, 2013), 1877.
- Antonio Curò, Cenni sulla climatologia della provincia di Bergamo, Bergamo, F.lli Bolis, 1882.